# Treiber János
Treiber János (Debrecen, 1913. május 14. – Kolozsvár, 1975. november 7.) magyar geológiai és földrajzi szakíró, egyetemi oktató.

## Életútja
Treiber János szabósegéd és Lőrincz Erzsébet fiaként született. Középiskolai tanulmányokat Szatmárnémetiben folytatott. 1933–37 között a kolozsvári I. Ferdinand Egyetem Bölcsészkarának hallgatója. Tanulmányait csak katonai szolgálatának letöltése után folytathatta, 1941-ben a kolozsvári egyetemen szerezte meg természettudományi diplomáját, 1945-ben a doktori fokozatot. 1943-tól az I. Ferenc József Tudományegyetem Földrajz–Földtan Tanszékének keretében gyakornok volt, ugyanakkor a Mezőgazdasági Kutatóintézetben is dolgozott.
1944-ben a kolozsvári gettó létrehozáskor oltalmába vette Hirsch Jánosnak, a kolozsvári Hirsch János Vasöntőde és Gépgyár Rt. tulajdonosának 4 éves fiát, akit a feljelentéseket követő folyamatos rendőri zaklatások ellenére sem adott ki a fasiszta hatóságoknak, ezzel megmentve a kisfiút a deportálástól.
1945-ben kinevezték a Bolyai Tudományegyetemre egyetemi tanársegédnek, 1948-tól adjunktus, 1953-tól itt, majd 1959-től a BBTE-n előadótanár, ahol haláláig elsősorban kőzettant adott elő.

## Tudományos munkássága
Szakterülete az ásvány- és kőzettan, valamint a kőzet- és érctelepek lelőhelyeinek tanulmányozása. Főképpen a Kelemen-havasok és a Hargita-hegység vulkáni kőzeteit vizsgálta. Új vizsgálati módszert kezdeményezett: a talajok szervesanyag-tartalmának termodifferenciális analízisét. Jelentős kutatási területei Észak-Hargita környékének geológiája és kaolinos kőzetei, a perjódsav új kobalt aminszármazékai, Kolibica és környéke geológiai és tektonikai sajátosságai.
1949–76 között több mint 50 munkája jelent meg magyar, román, illetve angol, német, francia nyelven, önállóan és társszerzőkkel. Ezeket különböző szakfolyóiratok: Dări de seamă ale Comitetului Geologic (1953, 1955–56), A Csíki Múzeum Közleményei (1957), Agrokémia és talajtan (1959), Studii şi Cercetări Ştiinţifice de Geologie, Geofizică şi Geografie, seria Geologie (1962–63, 1965, 1967–71, 1975), StUBB, seria Geologia-Geographia (1959–74, 1976, 1988), Studii şi Cercetări de Agronomie (1962), Ştiinţa Solului (1964, 1966–67, 1969–70), valamint a berlini Geologie (1963) közölték.

## Kötetei
- Ásványkőzettan (Bukarest, 1957)
- Petrografia rocilor eruptive şi metamorfice (Bukarest, 1964)
- Prelucrarea materialelor mineralogice şi petrografice (Bukarest, 1967)